# Racionamento em Cuba

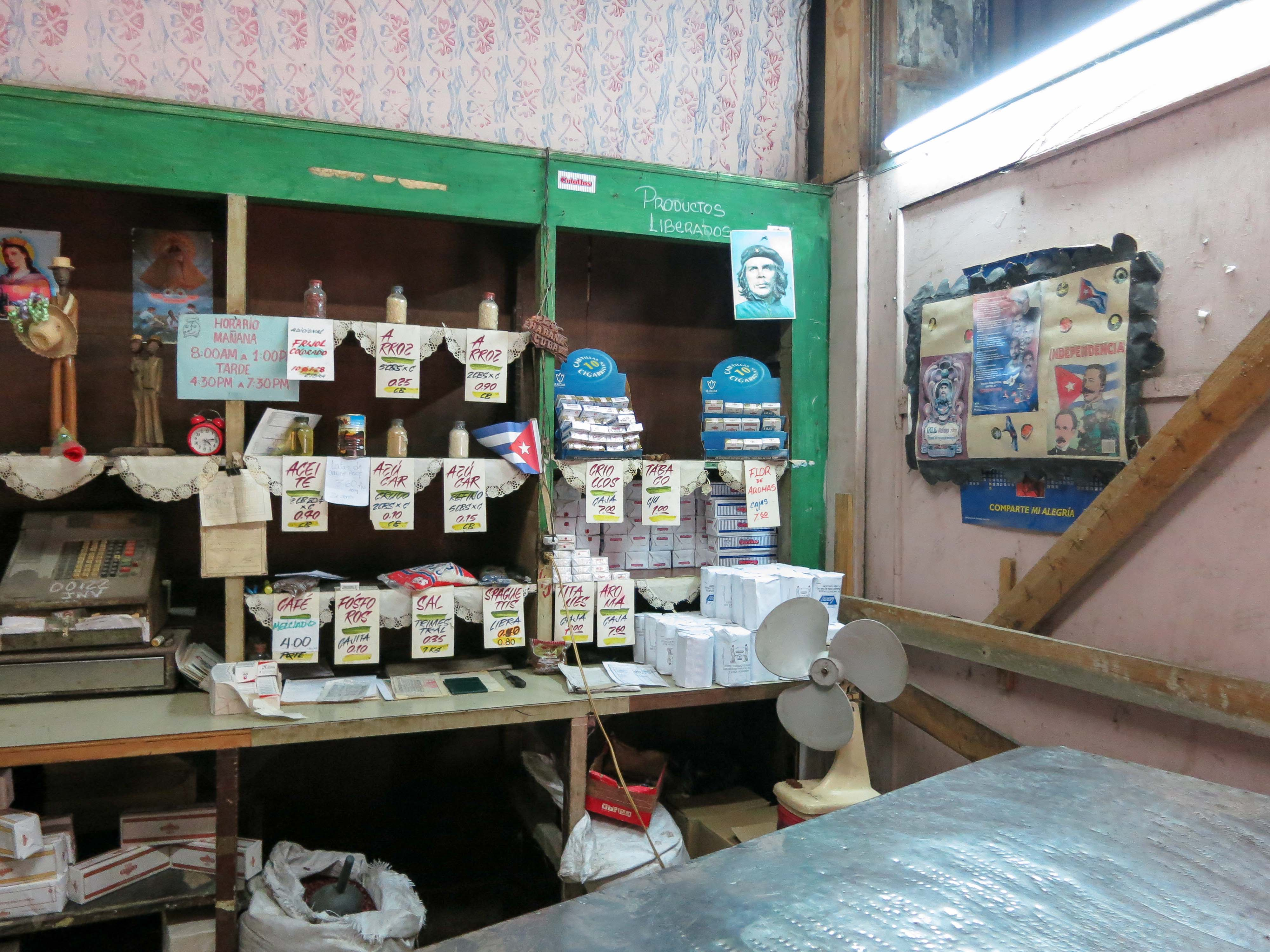
Uma loja Libreta em Havana.

O racionamento em Cuba é organizado pelo governo e implementado por meio de uma Libreta de Abastecimiento ("Cartilha de Suprimentos") atribuída a cada indivíduo. O sistema estabelece as quantidades de rações subsidiadas que cada pessoa pode receber através do sistema e a frequência com que os suprimentos podem ser obtidos. Embora as rações alimentares não sejam gratuitas, as taxas de ração são uma pequena fração do preço real dos bens (em média, menos de 2 dólares americanos por um mês de rações, o que representa aproximadamente 12% do seu valor de mercado). As compras de mercadorias também podem ser feitas fora do sistema.
Apesar dos rumores anteriores do seu fim, o sistema ainda existe. Em 2012, um livro de cupões levado a uma loja de rações fornecia às famílias o mínimo necessário para arroz, açúcar, fósforos e óleo, acima do salário médio de 30 dólares por mês. Embora a maioria dos cubanos não tenha de pagar renda, cuidados de saúde ou educação, as taxas de racionamento ocupam frequentemente uma grande percentagem do seu rendimento mensal e os custos não subsidiados das suas rações mensais seriam superiores ao rendimento mensal médio. A quantidade de alimentos fornecida a cada cidadão diminuiu um pouco ao longo do tempo devido ao fim dos milhares de milhões em apoio financeiro anual da URSS, uma redução drástica de dezenas de milhares de barris de petróleo subsidiados da Venezuela, e, de acordo com funcionários do governo, aumento das sanções dos Estados Unidos, e houve aumentos significativos nas taxas de racionamento por vezes. A má gestão económica também desempenhou um papel importante na escassez e no racionamento de alimentos, mesmo quando a URSS subsidiou a ilha em cerca de 5 mil milhões de dólares por ano, certos alimentos ainda tiveram de ser racionados.
Hoje em dia, todos os cidadãos ainda recebem rações subsidiadas, mesmo aqueles que, de outra forma, poderiam comprar alimentos. O presidente Raúl Castro disse em 2011 que os subsídios são demasiado dispendiosos para o governo cubano, envolvendo mais de mil milhões de dólares em subsídios alimentares todos os anos, e que gostaria de eliminar o sistema e o seu "fardo insuportável para a economia", que, segundo ele, produz "um desincentivo ao trabalho". Estas observações foram recebidas de forma muito negativa pelos cubanos, e Castro acabou revertendo a sua proposta.
Um racionamento mais rigoroso de alimentos e outros produtos básicos foi imposto em maio de 2019 devido aos problemas económicos do país, que resultaram em grande parte de um embargo mais rigoroso dos EUA, da perda de ajuda da Venezuela e de dificuldades com a empresa petrolífera estatal.

## Racionamento adicional em 2019
Em maio de 2019, Cuba impôs o racionamento de alimentos básicos como frango, ovos, arroz, feijão, sabão e outros itens básicos (cerca de dois terços dos alimentos do país são importados). Um porta-voz culpou o aumento do embargo comercial dos EUA, embora os economistas acreditem que um problema igualmente importante seja o declínio maciço da ajuda da Venezuela e o fracasso da empresa petrolífera estatal de Cuba, que subsidiou os custos do combustível.